# آلامية (فصيلة)
الآلامية (الاسم العلمي: Passifloraceae) هي فصيلة من النباتات المزهرة،تشمل على حوالي 530 نوع مصنف في حوالي 27 جنسا. وتشمل الأشجار، الشجيرات، والنباتات المتسلقة، تكثر في المناطق الاستوائية.
أسم هذه الفصيلة مأخوذ من الجنس زهرة الآلام الذي تشمل ثمرتها فاكهة زهرة الآلام، وكذلك نباتات الحدائق مثل زهرة الآلام الحمراء وزهرة الآلام النتنة.